# 萬世電機
萬世電機株式会社（まんせいでんき）は、大阪市福島区に本社を置く三菱電機の総合代理店を行う会社である。

## 沿革
- 1946年 - 兵庫県内で三菱商事株式会社の三菱電機製品特約店として創業[1]。
- 1947年 - 神戸市生田区に株式会社萬世商会を設立。
  - 財閥解体による三菱商事株式会社の解散のため、新たに三菱電機株式会社と特約店契約を締結。
- 1962年 - 商号を萬世電機工業株式会社に変更。
- 1987年 - 子会社　マンセイサービス株式会社（のち萬世電機エンジニアリング株式会社に商号変更、2006年に統合）を設立。
- 1994年 - 商号を萬世電機株式会社に変更。
- 1997年9月29日 - 大阪証券取引所市場第二部に上場。
- 2003年 - 香港に子会社　萬世電機香港有限公司を設立。
- 2006年 - 子会社　萬世電機エンジニアリング株式会社を統合。
- 2011年 - 上海に子会社　万世電機貿易（上海）有限公司を設立。
- 2013年 - 子会社　日本原ソーラーエナジー株式会社（現・連結子会社）を設立。
- 2013年7月 - 東京証券取引所と大阪証券取引所の統合により東京証券取引所市場第二部上場。